# Estación de Espadanal da Azambuja
La Estación Ferroviaria de Espadanal da Azambuja es una estación de la línea de Azambuja de la red de trenes suburbanos de Lisboa.